# Українська вільна академія наук
Украї́нська ві́льна акаде́мія нау́к, УВАН (англ. Ukrainian Free Academy of Sciences (UVAN); Ukrainian Academy of Arts and Sciences in the US) — академія, створена 15 листопада 1945 в Авґсбурзі гуртом українських учених в еміграції. Тоді ж схвалено проєкт статуту, який визначав УВАН як спадкоємницю традицій і продовжувачку діяльності ВУАН у Києві 1920 — початку 1930-х років.
Фактично існувало три організації УВАН: УВАН у США, УВАН у Канаді та УВАН в Європі (з 1976 стала представництвом УВАН у США), що поступово виникли одна з одної за географічним принципом.

## Історія

### Початок діяльності: УВАН в Європі
Спершу УВАН складалася з фахових наукових груп (1947 рік — 17), що об'єднували близько 150 науковців, які влаштовували наукові конференції, а раз на рік спільну для всіх груп Шевченківську конференцію.
Першим президентом УВАН був Дмитро Дорошенко. Діяло Товариство прихильників УВАН під керівництвом Василя Мудрого.
Від 1946 року УВАН видавала інформаційний «Бюлетень», від 1947 року — «Літопис УВАН» і наукові праці (серед інших альбом «Історичні плани Києва» Петра Курінного й Олекси Повстенка, монографію Бориса Крупницького «Гетьман Данило Апостол» тощо).
18 квітня 1948 року на нараді керівних членів УВАН у Реґенсбурзі обрано перших 24 дійсних членів УВАН.

### Переїзд: УВАН у Канаді
З кінця 1948 року, через виїзд великої частини еміграції за океан, осередок УВАН в Авґсбурзі почав втрачати значення (вже 1947 переїхав до Канади Дмитро Дорошенко), і 1949 року президію УВАН перенесено до Вінніпеґу. Президентом Канадської УВАН був (по смерті Дмитра Дорошенка 1951 року) Леонід Білецький, 1954—1974 Ярослав Рудницький, 1974—1977 (і знову з 1980) Олександр Баран, 1977—1980 Ярослав Розумний.
Канадська УВАН ділиться на інститути й комісії, має бібліотеку й архів, видає серії «Slavistica», «Onomastica», «Ukrainica Canadiana» (остання бібліографічного характеру), «Українські вчені» (1949—1961). Крім того, видала «Кобзар» Тараса Шевченка за редакцією Леоніда Білецького в чотирьох томах (1952—1954), «Матеріали до українсько-канадської фолькльористики і діалектології» (1956—1963); «An Etymological Dictionary of Ukrainian Language» Ярослава Рудницького (1962), «Історію українців Канади» Михайла Марунчака (1968), «History of the Ukrainian Literature in Canada» Микити Мандрики (1968), «Ювілейний збірник» (1976) та ін.

### УВАН у США
Члени УВАН, які переїхали до США, 1950 обрали тимчасову управу і заснували Фундацію УВАН, яка мала матеріально підтримувати діяльність УВАН. Першим президентом УВАН у США був Михайло Ветухів. УВАН у США має тепер відділи: Іст. Філос. та Філол., Екон. та Суспільних наук. Природничий та Мед. наук. ФізикоХім.-Матем. та Техн. наук і Мист. Кураторію; нараховує на 1 червня 1980 — 67 дійсних членів і близько 200 членів-кореспондентів та наукових співробітників; осідком є Нью-Йорк. По смерті Михайла Вєтухова 1959 президентом УВАН у США став Юрій Шевельов (до 1961), потім Олександр Архимович (до 1970) та Олександр Оглоблин (до 1979), далі знову Юрій Шевельов. При УВАН розбудовано центр української документації: Бібліотеку ім. В. Міяковського — (50 000 одиниць) та Архів ім. Д. Антоновича (з різних періодів історії України); їх організатором і директором (ще з Авґсбурґу) був Володимир Міяковський (†1972), пізніше В. Омельченко.
УВАН у США видала з 1950 до 1980 понад 90 книг українською і англійською мовами. Головні з них: англомовні «Дієписи» (Аннали) — «The Annals» (вийшло 13 тт., чч. 1 — 36), англомовний «Огляд укр. історіографії» Д. Дорошенка і «Ukrainian Historiography 1917 — 56» О. Оглоблина (1957), «Катедра св. Софії в Києві» О. Повстенка (1954), «Історія української літератури» Дмитра Чижевського (1956), неопубліковані листи гетьмана Івана Мазепи, за ред. Ореста Субтельного (1975), «Хронологія життя і творчости Лесі Українки» О. Косач-Кривинюк (1970), «Статті, листи, документи» Симона Петлюри, 2 тт. (1956, 1979), «Василь Кричевський» В. Павловського (1974), три «Наукові Збірники» (1952 — 1977), 10 шевченкознавчих випусків (1952 — 64), «Релігійні твори» Олександра Кошиця (1970), «Українські народні мелодії» Зіновія Лиська, 5 тт. (1967 — 70), «Література» Павла Филиповича (1971) та ін. Видано або перевидано низку творів українського красного письменства, які не могли появитися в УРСР: Миколи Куліша, Валер'яна Підмогильного, Тодося Осьмачки, Уласа Самчука та ін.; мемуарної літератури (серед ін. «Спогади» Є. Чикаленка) тощо. УВАН у США видає також інформативний «Бюлетень» та «Вісті УВАН у США».

## Окремішність організацій
Хоча українська назва обох УВАН у Північній Америці та сама, їхні англійські назви відбивають їх фактичну окремішність: «The Ukrainian Academy of Arts and Sciences in the U. S.» і «Ukrainian Free Academy of Sciences in Canada».
Члени УВАН, що залишилися в Європі (осередок у Мюнхені), обрали своїм головою Петра Курінного (†1972). Головно через виїзд або смерть своїх членів УВАН в Європі не могла розвинути свою діяльність і з першої половини 1970-х років фактично припинила існування. Щоб зберегти осередок УВАН в Європі, УВАН у США створила в Мюнхені європейське представництво, яке з 1976 очолював Юрій Бойко.